# Aralikatte, Chamarajanagar
Aralikatte là một làng thuộc tehsil Chamarajanagar, huyện Chamarajanagar, bang Karnataka, Ấn Độ.